# Борець (Болгарія)
Боре́ць (болг. Борец) — село в Пловдивській області Болгарії. Входить до складу общини Брезово.

## Населення
За даними перепису населення 2011 року у селі проживали 742 особи.
Національний склад населення села:
| Національність   | Кількість осіб | Відсоток |
| ---------------- | -------------- | -------- |
| болгари          | 498            | 70,7%    |
| цигани           | 204            | 29,0%    |
| не визначились   | 0              | 0%       |
| Всього відповіли | 704            |          |

Розподіл населення за віком у 2011 році:
Динаміка населення: